# Touch (álbum de Laura Branigan)
Touch es el quinto álbum de estudio de la cantante estadounidense Laura Branigan, publicado el 7 de julio de 1987 por Atlantic Records. El álbum supuso el regreso de Branigan a las pistas de baile con el sencillo principal, «Shattered Glass», producido por Stock, Aitken & Waterman, que se publicó en junio de 1987 y alcanzó el número 48 en la lista Billboard Hot 100. El segundo sencillo del álbum, una versión de «Power of Love» de Jennifer Rush, se publicó en octubre de 1987 y alcanzó el número 26 en la lista Billboard Hot 100. «Spirit of Love» se publicó como sencillo en Europa, mientras que «Cry Wolf» fue el tercer sencillo del álbum en Estados Unidos.

## Lista de canciones
Todos los temas producidos por David Kershenbaum, excepto «Shattered Glass» y «Whatever I Do», producidos por Stock, Aitken & Waterman; producción adicional en "Name Game" por Albert Cabrera y Tony Moran.

| N.º   | Título                          | Escritor(es)                                                      | Duración |  |
| 1.    | «Over Love»                     | Sue Shifrin, Bob Marlette                                         | 3:44     |  |
| 2.    | «Shadow of Love»                | Shifrin, Marlette                                                 | 5:05     |  |
| 3.    | «Angels Calling»                | Rosetta Stone, Jan Mullaney                                       | 3:49     |  |
| 4.    | «Meaning of the Word»           | Rick Palombi, Roy Freeland                                        | 5:41     |  |
| 5.    | «Power of Love»                 | Candy DeRouge, Gunther Mende, Jennifer Rush, Mary Susan Applegate | 5:20     |  |
| 6.    | «Shattered Glass»               | Bob Mitchell, Steve Coe                                           | 3:40     |  |
| 7.    | «Whatever I Do (Wherever I Go)» | Mike Stock, Matt Aitken                                           | 4:02     |  |
| 8.    | «Spirit of Love»                | Rick Nowels, Ellen Shipley, Billy Steinberg                       | 4:11     |  |
| 9.    | «Name Game»                     | Shirley Ellis, Lincoln Chase                                      | 4:10     |  |
| 10.   | «Touch»                         | Shifrin, Marlette                                                 | 4:09     |  |
| 11.   | «Cry Wolf»                      | Jude Johnstone                                                    | 4:48     |  |
| 48:39 |                                 |                                                                   |          |  |

| Pista extra del CD |                      |          |  |
| N.º                | Título               | Duración |  |
| 12.                | «Statue in the Rain» | 4:17     |  |

## Créditos
Créditos adaptados de las liner notes de Touch.

### Músicos
- Laura Branigan - voz principal (todos los sencillos); coros (sencillos 1, 2, 8)
- Bob Marlette - arreglos, programación de batería, guitarras, teclados (pistas 1-3, 5, 10, 11); arreglos de cuerda (pistas 5, 11); teclados adicionales (pista 8)
- Sue Shifrin - coros
- Andrew Thomas - PPG programación (track 1)
- Rick Palombi - arreglos, teclados, programación de batería, coros (tracks 4, 8)
- Mark Leggett - teclados (track 4); arreglos, programación de batería, guitarras (track 8)
- Michael Landau - guitarras (track 4)
- Dennis Henson - coros (track 4)
- Donna de Lory - coros (track 4)
- Mona Young - coros
- Kim Scharnberg - arreglos de cuerda, dirección (tracks 5, 11)
- Kenneth G. Kugler - copista
- Julie Ann Gigante, Ralph D. Morrison III, Clayton Haslop, Alexander Horvath, R.F. Peterson, Arthur Zadinsky, Michael Nowak, Raymond J. Tischer II, Margot MacLaine, Armen Ksjikian, Dennis Karmazyn, Michael Matthews - cuerdas (tracks 5, 11)
- John O'Hara - teclados (tracks 6, 7)
- Mike Stock - teclados, programación Linn, coros (tracks 6, 7)
- Matt Aitken - teclados, programación Linn, guitarras (tracks 6, 7)
- A. Linn - batería (tracks 6, 7)
- Dee Lewis - coros (pistas 6, 7)
- Coral Gordon - coros (tracks 6, 7)
- Jeff Lorber - arreglos, teclados, programación de batería (track 9)
- Alumnos de St. Finbar School - coros (track 9)
- Carlos Vega - batería (track 11)
- John Nelson - guitarras (track 11)
- David J. Holman - PPG programación (tracks 2-11)

### Técnica
- David Kershenbaum - producción (tracks 1-5, 8-11)
- Stock Aitken Waterman - producción (tracks 6, 7)
- Albert Cabrera - producción adicional, mezcla (track 9)
- Tony Moran - producción adicional, mezcla (track 9)
- John Guess - ingeniería (tracks 1, 2, 4)
- David J. Holman - ingeniería adicional (tracks 1, 2, 4, 10); mezcla [2] (tracks 1-5, 8-11); ingeniería (tracks 3, 5, 8, 9, 11)
- Cliff Jones - ingeniería adicional (track 2)
- Troy Krueger - ingeniería adicional (track 4); ingeniería (track 10); segundo ingeniero
- Mark McGuire - ingeniería (tracks 6, 7)
- Peter Hammond - mezcla (tracks 6, 7)
- Ray Leonard - segundo ingeniero
- Bob Ludwig - masterización[3]

### Trabajo artístico
- Janis Wilkins - dirección artística, diseño
- Victoria Pearson - fotografía

## Posicionamiento en listas
| Listas (1987)                         | Mejor posición |
| ------------------------------------- | -------------- |
| Suecia (Sverigetopplistan)            | 20             |
| Suiza (Schweizer Hitparade)           | 24             |
| Estados Unidos (Billboard 200)        | 87             |
| US Cash Box Top 200 Albums            | 97             |
| Australian Albums (Kent Music Report) | 68             |